# 제5회 홍콩 영화 금상장
제5회 홍콩 영화 금상장의 시상식에 관한 내용이다.

## 수상 및 후보

### 작품상
- 폴리스 스토리 - 성룡 수상
- 여인의 마음 - 관금붕
- 강시선생 - 유관위
- 불법 이민자 - 장완정

### 감독상
- 불법 이민자 - 장완정 수상
- 여인의 마음 - 관금붕
- 용적심 - 홍금보
- 강시선생 - 유관위
- 폴리스 스토리 - 성룡

### 각본상
- 착점원앙 - 육검명 수상
- 여인의 마음 - 구대안평 외
- 법외정 - 오사원
- 불법 이민자 - 나계예
- 강시선생 - 황빙야오

### 남우주연상
- 하필유아 - 정칙사 수상
- 여인의 마음 - 주윤발
- 미스터 부 7 - 허관문
- 용적심 - 성룡
- 폴리스 스토리 - 성룡

### 여우주연상
- 착점원앙 - 왕소봉 수상
- 여인의 마음 - 무건인
- 법외정 - 엽덕한
- 화가시대 - 하문석
- 폴리스 스토리 - 임청하

### 남우조연상
- 예스 마담 - 황가사저 - 맹해 수상
- 재견칠일정 - 곽요량
- 강시선생 - 임정영
- 강시선생 - 누남광

### 여우조연상
- 화가시대 - 엽덕한 수상
- 여인풍정화 - Polly Chan
- 평안야 - 왕소봉
- 여인의 마음 - Yin-Ling Chin

### 신인상
- 여인풍정화 - Polly Chan 수상
- 예스 마담 - 황가사저 - 양자경
- 애신일호 - 정호남
- 강시선생 - 누남광

### 촬영상
- 생사선 - 반항생 수상
- 여인의 마음 - 황중표
- Duan qing - Abdul Rumjohnn
- 강시선생 - Peter Ngor
- 폴리스 스토리 - Yiu-tsou Cheung

### 편집상
- 여인풍정화 - Cheung Kan Chow 수상
- Duan qing - Fung Lam Ng 외
- 강시선생 - 장요종

### 미술상
- 평안야 - Suk Yuen Luk 수상
- 여인의 마음 - 구정평
- Duan qing - 장숙평
- 화가시대 - King Man Lee
- 강시선생 - Sai Kan Lam

### 무술감독상
- 폴리스 스토리 - 성가반 수상
- 예스 마담 - 황가사저 - 원규 외
- 복성고조 - 원표
- 용적심 - 홍가반
- 강시선생 - 홍가반

### 영화음악상
- 강시선생 - Melody Bank 수상
- 여인의 마음 - Wing-fai Law
- Duan qing - 노관정
- 용적심 - Man Yee Lam

### 주제가상
- 용적심 - 소예 수상
- 타공황제
- Duan qing
- 강시선생
- 범보

### 심사위원대상
- 하필유아 - 정칙사 수상
- 여인풍정화 - 당기명
- 착점원앙 - 육검명